# Загребская Триодь
Загребская Триодь — среднеболгарский литературный памятник начала XIII века. Рукопись представляет собой постную и цветную триодь (триодь-пентикостарион). По лингвистическим особенностям происходит из Охридской литературной школы. Содержит 196 пергаментных листов. Принадлежит к значимым рукописям с тета-нотацией музыки. В рукописи есть много тета и тета-сочетаний, сочетания других символов, такие как двойная вария (пиазма) и клазма и апострофос с тета и двойная вария. Эти два сочетания есть в стихе Богородицы из службы на Великий четверг.
Рукопись хранится в библиотеке Хорватской академии наук и искусств в Загребе под № IV.d.107.